# 石斑龜
石斑龜（學名：Actinemys marmorata 或 Emys marmorata）是澤龜科下的一種小型龜，背殼長度約20（7.9英寸）。分佈於美國到墨西哥的西部海岸。
其种加词“marmorata”意为“大理石纹的”。

## 命名法
石斑龜的分類有分歧，澤龜屬（Emys）和石斑龜屬（Actinemys）同時用於2010年的出版文獻。